# باد بسامان (فیلم)
باد بسامان (انگلیسی: Trade Winds) فیلمی در ژانر کمدی به کارگردانی تی گارنت است که در سال ۱۹۳۸ منتشر شد.

## بازیگران
- فردریک مارچ
- جوآن بنت
- رالف بلامی
- آن سوترن
- توماس میچل
- دورتی تری
- جویس کامپتون
- ریچارد تاکر
- سیدنی بلکمر
- هری برنارد